# 平野由希子
平野 由希子（ひらの ゆきこ）は、日本の料理家、フード&ワインプロデューサー。

## 略歴
都立北園高校卒業後、学習院大学入学、卒業。日本ソムリエ協会認定ソムリエ。
2015年、フランスシュヴァリエを叙勲。ワインバー「8huit.」オーナー。
書籍、雑誌、広告の料理レシピ制作を始め、商品開発、ワインプロデュース、飲食店プロデュースを手がける。

## 著書
- ル・クルーゼのMENU 日々のごはんと、季節の味と（天然生活ブックス、2008年）
- ワイン食堂 和食もおいしい献立&おつまみ104（2011年）
- ひとり分から、ちゃんとおいしいフレンチの本（2014年）
- ソムリエ料理家のワインを飲む日のレシピ帖（2019年）
- あの人の極上ハンバーグ（NHKテキスト 趣味どきっ!、2021年）
- ワインつまみ すぐおいしいじっくりおいしい（2022年）

ほか